# Augusta af Hessen-Kassel
Augusta Sophie Frederikke Marie Caroline Julie af Hessen-Kassel, prinsesse af Hessen-Kassel-Rumpenheim (30. oktober 1823 – 17. juli 1889), var en tysk prinsesse og dansk baronesse. Augusta blev født i København og boede det meste af sit liv i Danmark.

## Familie
Prinsesse Augusta var det yngste overlevende barn af den titulære landgreve Vilhelm 10. af Hessen-Kassel (1787-1867) og prinsesse Louise Charlotte af Danmark (1789-1864), en søster til kong Christian VIII. Augustas ældre søster Louise af Hessen var Danmarks dronning fra 1863 til 1898.
Den 28. maj 1854 giftede prinsesse Augusta sig med den dansk-svenske politiker og dansk udenrigsminister 1859-1860, baron Carl Frederik Blixen-Finecke. Hun blev enke den 6. januar 1873. Parret fik to sønner.
I sine sidste år opholdt prinsesse Augusta sig ofte på Villa Augusta ved Helsingør. Prinsesse Augusta døde i 1889 på Amalienborg Slot.